# Eskimo Point
Der Eskimo Point ist ein steilwandiger Felsvorsprung mit abgeflachter Gipfelkrone im ostantarktischen Viktorialand. Er ragt auf der Ostseite der Eisenhower Range auf und bildet die Nordwand des O’Kane Canyon.
Die Südgruppe der von 1962 bis 1963 dauernden Kampagne im Rahmen der New Zealand Geological Survey Antarctic Expedition benannten ihn so, weil die Teilnehmer hier wie Eskimos ein Iglu errichteten, um darin während eines Whiteout zu kampieren.